# María Luisa (Santa Fe)
María Luisa es una comuna argentina ubicada en el departamento Las Colonias de la provincia de Santa Fe. Se encuentra en la intersección de las rutas provinciales 4 y 62, 50 km al norte de Esperanza, entre los arroyos Cululú y Salado.
El pueblo fue fundado por Pedro Palacios, propietario de tierras en esta zona, posiblemente motivado por las experiencias colonizadoras de la cercana Esperanza. Encargó el proyecto a José Palacios, quien recibió la aprobación de la traza el 7 de junio de 1883, fecha en la que se conmemora la fundación del pueblo. El nombre original era El Ombú, por un ejemplar de ombú que había en la plaza, aunque luego tomaría el nombre de María Luisa; se cree que por ser el nombre de una de sus hijas, nombre que también tomó la estación de ferrocarril. En 2012 se llamó a licitación para la construcción de una planta de tratamiento de agua potable.

## Población
Cuenta con 746 habitantes (Indec, 2010), lo que representa un incremento frente a los 695 habitantes (Indec, 2001) del censo anterior.
| Gráfica de evolución demográfica de María Luisa entre 1991 y 2010 |
|                                                                   |
| Fuente: Censos nacionales del INDEC                               |